# Grotte de Lamartine
La grotte de Lamartine est une grotte située en France sur la commune de Bourdeau, dans le département de la Savoie en région Auvergne-Rhône-Alpes.
Elle est creusée au pied du mont du Chat dans le massif du Jura, sur la rive ouest du lac du Bourget.

## Toponymie
La grotte tient son nom du poète Alphonse de Lamartine qui était connu pour avoir passé de nombreuses heures au pied de cette grotte, d'abord avec Julie Charles en 1816, puis seul l'année suivante, d'où il écrivit les vers de son célèbre poème Le Lac, parmi lesquels, alors qu'il s'adresse au lac: 
 « Regarde ! je viens seul m’asseoir sur cette pierre où tu la vis s’asseoir ! »

## Géologie
La grotte est creusée dans les calcaires urgonien formant le pied du mont du Chat sur les rives du lac du Bourget. Quelques centaines de mètres au sud de la grotte, se situe une petite faille décrochante qui coupe le mont du Chat dans un axe NO-SE. C'est d'ailleurs cette faille qui a formé le col du Chat situé 400 m au-dessus de la grotte.
Bien que dénommée au singulier, la grotte de Lamartine comporte deux cavités, chacune peu profonde (moins de 5 mètres). Creusée et polie au fil du temps dans les falaises calcaires, elle prend place devant une petite « plage » de galets et rochers situés en bordure du lac.
Relativement isolée, la grotte n'est accessible que par un petit sentier rejoignant la route conduisant au port de Bourdeau.

### Liens externes

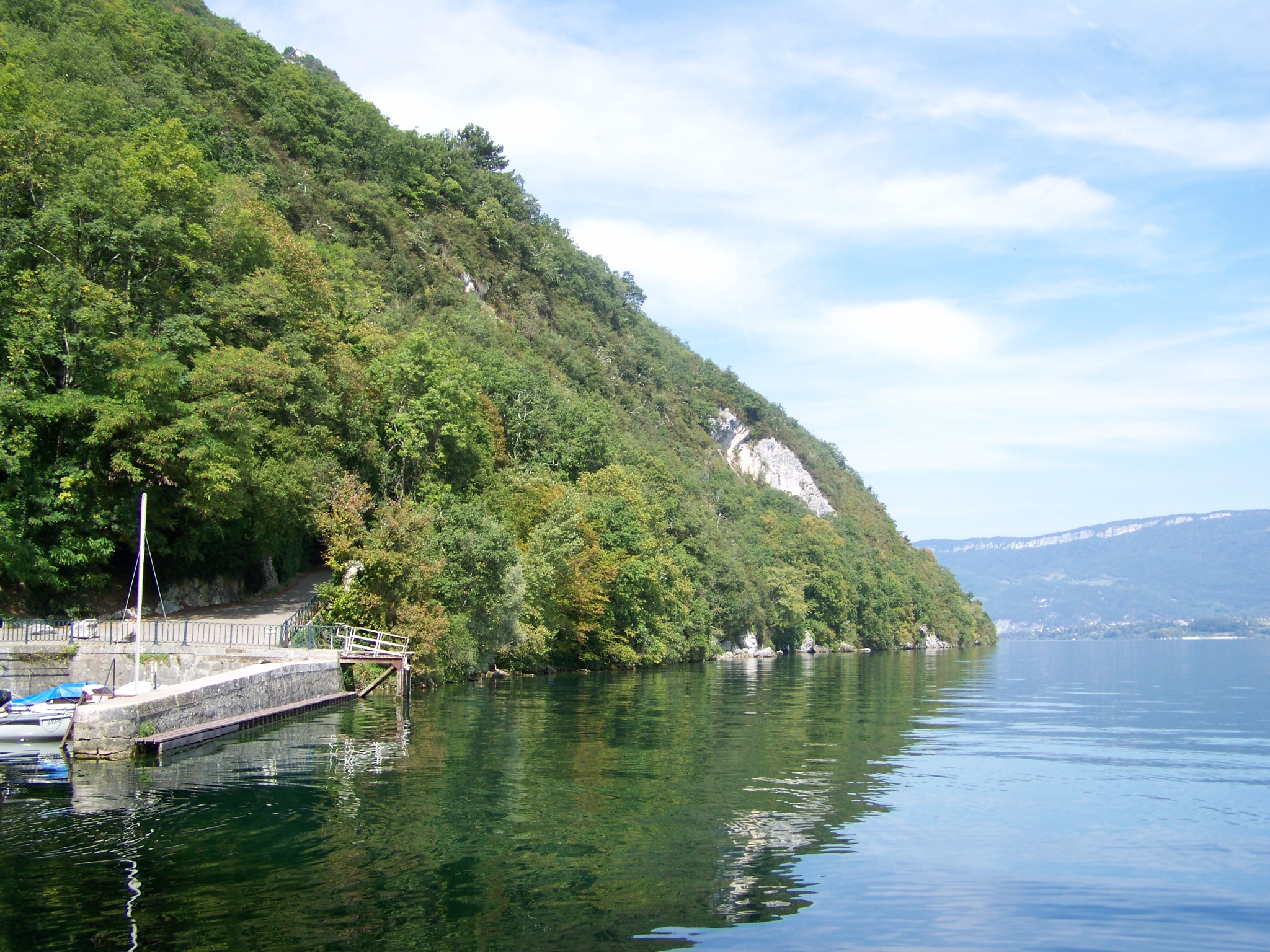
La grotte se situe au niveau de la 1re sortie rocheuse (plage) à droite du port.